# Кріс Террері
Кріс Террері (англ. Chris Terreri, нар. 15 листопада 1964, Ворік) — колишній американський хокеїст, що грав на позиції воротаря. Грав за збірну команду США.

## Ігрова кар'єра
Професійну хокейну кар'єру розпочав 1986 року.
1983 року був обраний на драфті НХЛ під 85-м загальним номером командою «Нью-Джерсі Девілс».
Протягом професійної клубної ігрової кар'єри, що тривала 16 років, захищав кольори команд «Нью-Джерсі Девілс», «Сан-Хосе Шаркс», «Чикаго Блекгокс» та «Нью-Йорк Айлендерс».
Виступав за збірну США.

## Тренерська кар'єра
З 2006 тренер воротарів у клубі «Нью-Джерсі Девілс».

## Нагороди та досягнення
- Бронзовий призер молодіжного чемпіонату світу 1986.
- Володар Кубка Стенлі в складі «Нью-Джерсі Девілс» — 1995, 2000.